# Pachymerium minutum
Pachymerium minutum är en mångfotingart som först beskrevs av Seliwanoff 1884.  Pachymerium minutum ingår i släktet Pachymerium och familjen storjordkrypare. Inga underarter finns listade i Catalogue of Life.